# جين غرين (مؤلفة)
جين غرين (بالإنجليزية: Jane Green)‏ (31 مايو 1968، لندن في المملكة المتحدة)؛ روائية بريطانية. درست في جامعة أبيريستويث.